# Annette (California)
Annette es un área no incorporada ubicada en el condado de Kern en el estado estadounidense de California.

## Geografía
Annette se encuentra ubicada en las coordenadas 35°39′3″N 120°10′45″O / 35.65083, -120.17917.